# Архипархия Сан-Жозе-ду-Риу-Прету
Архиепархия Сан-Жозе-ду-Риу-Прету (лат. Archidioecesis Sancti Josephi Riopretensis) — архиепархия Римско-католической церкви с центром в городе Сан-Жозе-ду-Риу-Прету, Бразилия. В митрополию Сан-Жозе-ду-Риу-Прету входят епархии Барретуса, Вотупоранги, Жалиса и Катандувы. Кафедральным собором архиепархии Сан-Жозе-ду-Риу-Прету является собор Святого Иосифа.

## История
25 января 1929 года Римский папа Пий XI издал буллу Sollicitudo omnium, которой учредил епархию Сан-Жозе-ду-Риу-Прету, выделив её из епархии Сан-Карлус-ду-Пиньяла (сегодня — Епархия Сан-Карлуса).
12 декабря 1959 года и 9 февраля 2000 года епархия Сан-Жозе-ду-Риу-Прету передала часть своей территории для возведения новых епархий Жалиса и Катандувы.
11 декабря 2002 года она получила своё нынешнее название после смены названия епископского города, который с 1944 года назывался Сан-Жозе-.
20 июля 2016 года она уступила ещё часть своей территории ради создания епархии Вотупоранги.
22 мая 2025 года Папа Римский Лев XIV возвёл её в ранг митрополии.

## Ординарии епархии
- епископ Lafayette Libânio (8.08.1930 — 3.11.1966);
- епископ José de Aquino Pereira (6.05.1968 — 26.02.1997);
- епископ Орани Жуан Темпеста (26.02.1997 — 13.10.2004) — назначен архиепископом Белен-до-Пара;
- епископ Paulo Mendes Peixoto (7.12.2005 — 7.03.2012);
- епископ Tomé Ferreira da Silva (26.09.2012 — 18.08.2021, в отставке);
- архиепископ Antônio Emídio Vilar, S.D.B. (19.01.2022 — по настоящее время).

## Источник
- Annuario Pontificio, Libreria Editrice Vaticana, Città del Vaticano, 2003, ISBN 88-209-7422-3
- Булла Sollicitudo omnium, AAS 24 (1932), стр. 359  (лат.)